# Lancia (arna)
Lancia és un gènere monotípic d'arnes de la família Crambidae. Conté només una espècie, Lancia phrontisalis, que es troba a Brasil (Rio de Janeiro).